# Trobada d'acordionistes de Maçaners

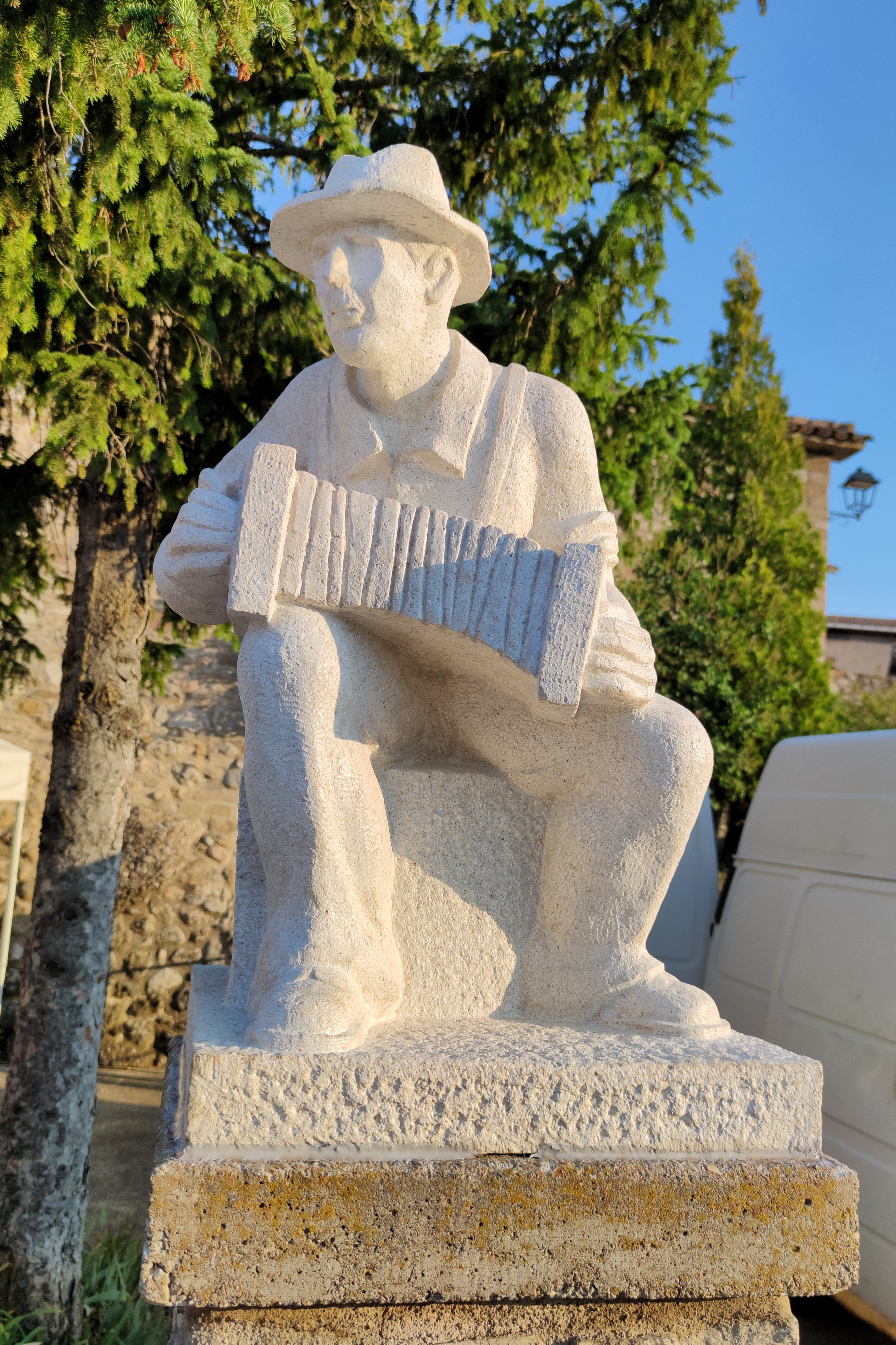
Escultura de l'Acordionista a Maçaners (Saldes)

La Trobada d'acordionistes de Maçaners (pertanyent al municipi de Saldes, a la comarca del Berguedà), és un aplec anual iniciat el 1985 i organitzat per l'Associació d'Amics de l'Acordió de Maçaners. Se celebra tradicionalment el segon cap de setmana de juliol i acull artistes vinguts de diferents indrets i nacionalitats que mostren les seves habilitats amb l'acordió.
La Trobada es va haver de suspendre l'any 2020 a causa de la pandèmia del coronavirus perquè no es van poder garantir les mesures de distància recomanades i, per motius semblants, se'n va haver de fer una edició molt reduïda l'any 2021.
En la seva 37a edició, celebrada a 2022 ja sense restriccions i tornant a la programació habitual, es va inaugurar a una de les places de la localitat l'Escultura de l'Acordionista, obra de l'artista Ricart Garriga.